# Leucanopsis marimba
Leucanopsis marimba là một loài bướm đêm thuộc phân họ Arctiinae, họ Erebidae.